# Comuna Tupalți, Novohrad-Volînskîi
Tupalți (în ucraineană Тупальська сільська рада) este o comună în raionul Novohrad-Volînskîi, regiunea Jîtomîr, Ucraina, formată din satele Abramok, Katiuha, Novozelene și Tupalți (reședința).

## Demografie
Componența lingvistică a comunei Tupalți
     Ucraineană (98,17%)
     Rusă (1,83%)
Conform recensământului din 2001, majoritatea populației comunei Tupalți era vorbitoare de ucraineană (98,17%), existând în minoritate și vorbitori de rusă (1,83%).